# Intelligensens Triumf
Intelligensens Triumf er en dansk stumfilm fra 1910 produceret af Nordisk Films Kompagni. Filmens instruktør er ukendt.
Filmen blev distribueret i USA, hvor den fik premiere den 28. januar 1911 under titlen The Triumph of Intelligence. Den blev vist sammen med en anden af Nordisk Films produktioner, Da Svendsen holdt Systue (Mr. Muggins Has His Needlework Done)

## Handling
Hr. Tyksen er stor og stærk og giver ofte "slående" beviser for sin styrke over for sin bekendt Hr. Spag. Hr. Spag tager dog revanche over for hr. Tyksen, og så blive Tyksen den lille.